# زنبور بجعي
الزنبور البَجَعِي (الاسم العلمي: Pelecinus)، جنس دبابير من فصيلة غشائيات الأجنحة وهو العضو الحي الوحيد في فصيلة الزنبوريات البَجَعِيّة (هناك أيضًا جنسان أحفوريان)، ويحتوي الجنس على ثلاثة أنواع فقط، يقتصر وجودها على العالم الجديد. أحد أنواعه، Pelecinus polyturator، يوجد من الشمال عبر أمريكا الجنوبية، والأنواع الأخرى توجد في المكسيك (Pelecinus thoracicus) وأمريكا الجنوبية (Pelecinus dichrous). إناثة لامعة، طويلة جدًا (حتى 7 سم) وبطونها نحيفة للغاية، تُستخدم لوضع البيض مباشرة على يرقات الجعليات المدفونة في التربة.